# Eichenberg (Haundorf)
Eichenberg ist ein Gemeindeteil von Haundorf im Landkreis Weißenburg-Gunzenhausen (Mittelfranken, Bayern). Eichenberg liegt in der Gemarkung Haundorf.

## Geografische Lage
Das Dorf liegt im Fränkischen Seenland zwischen Haundorf und Gräfensteinberg, am Westhang des knapp 500 Meter hohen Eichenberges.
Westlich liegt der Haundorfer Weiher, südlich u. a. der Eichenberger Weiher. Die Stadt Gunzenhausen ist etwa 6 km entfernt.
Der Altort ist ein in Südwest-Nordost-Richtung angelegtes Straßendorf, im Südosten schließt sich ein Siedlungsgebiet an. Gemeindeverbindungsstraßen führen zur Kreisstraße WUG 1 bei Geislohe, zur 500 m westlich gelegenen Kreisstraße WUG 22 nach Seitersdorf bzw. Haundorf sowie zur ca. 1,5 Kilometer östlich verlaufenden Bundesstraße 466.

## Geschichte
Im Jahr 914 wird Eichenberg das erste Mal urkundlich erwähnt. Damals übertrugen ein Ethik und sein Sohn Helmbert dem Bischof Tuto von Regensburg ihre Eigengüter zu „Echineberg“ oder „Aychenberg“.
1612 gab es in dem Ort 16 Höfe. Im Dreißigjährigen Krieg, im Hochsommer 1634, wurde Eichenburg von einem Trupp schwedischer Reiterei geplündert. 1732 zählte man 20 Häuser, 1846 198 Einwohner in 39 Familien.
1899 wurde die Freiwillige Feuerwehr gegründet, 1996 ein Feuerwehrhaus gebaut.
Ab 1837 war Eichenberg eine selbstständige Gemeinde, 1972 wurde sie im Rahmen der Gemeindegebietsreform in Bayern nach Haundorf eingegliedert. Im gleichen Jahr wurde der Ort an die zentrale Wasserversorgung der Reckenberggruppe angeschlossen.

## Einwohnerentwicklung
- 1846: 198 Einwohner[6]
- 1864: 226 Einwohner[6]
- 1910: 175 Einwohner[7]
- 1933: 185 Einwohner
- 1939: 169 Einwohner[8]
- 1961: 187 Einwohner[9]
- 1970: 183 Einwohner[9]
- 1987: 192 Einwohner[10]
- Dezember 2010: 200 Einwohner[11]

## Einrichtungen/Infrastruktur
Früher lebte das Dorf ausschließlich von der Landwirtschaft, im Jahr 2014 gab es nur noch einen Vollerwerbslandwirt. Durch die Nähe zu den neu geschaffenen Seen Altmühlsee und Brombachsee fand ab den 1980er Jahren eine Hinwendung zum Tourismus statt.

### Vereine
- Obst- und Gartenbauverein, gegründet 1927
- Motorsportclub Eichenberg e. V., gegründet 1973